# دوة تشي سفلي
دوة تشي سفلي هي قرية في مقاطعة مشكين شهر، إيران. عدد سكان هذه القرية هو 159 في سنة 2006.